# Mina (jednostka)
Mina (stgr. μνᾶ mnã, łac. mĭnă) – w starożytności jednostka wagowa i monetarna używana w Persji i krajach Bliskiego Wschodu. Później również w Grecji, gdzie oznaczała zbiór 100 drachm; 60 min równych było 1 talentowi.

## Starożytny Wschód
Jednostkę tę wraz z całym systemem miar i wag starożytni Grecy przejęli ze Wschodu, gdzie podstawą jego był system babiloński, oparty na talencie (biltu) dzielonym na 60 min. Według babilońskiego systemu wagowego 60 min równało się 3600 sykli po 6,25 g metalu. Na 60 sziklu (sykli, szekli) dzielona była używana w starożytnej Mezopotamii mina (manu) o ciężarze 505 gramów. Natomiast jako miernik wartości (moneta) dzielono ją na 50 szekli.
Mina jako jednostka wagowa stosowana w krajach starożytnego Wschodu była niezwykle zróżnicowana: poza podziałem na królewską i pospolitą, dzieliła się dodatkowo na ciężką i lekką, wykazując w ramach tego jeszcze niemałe różnice, wynikające zapewne z ustaleń lokalnych.

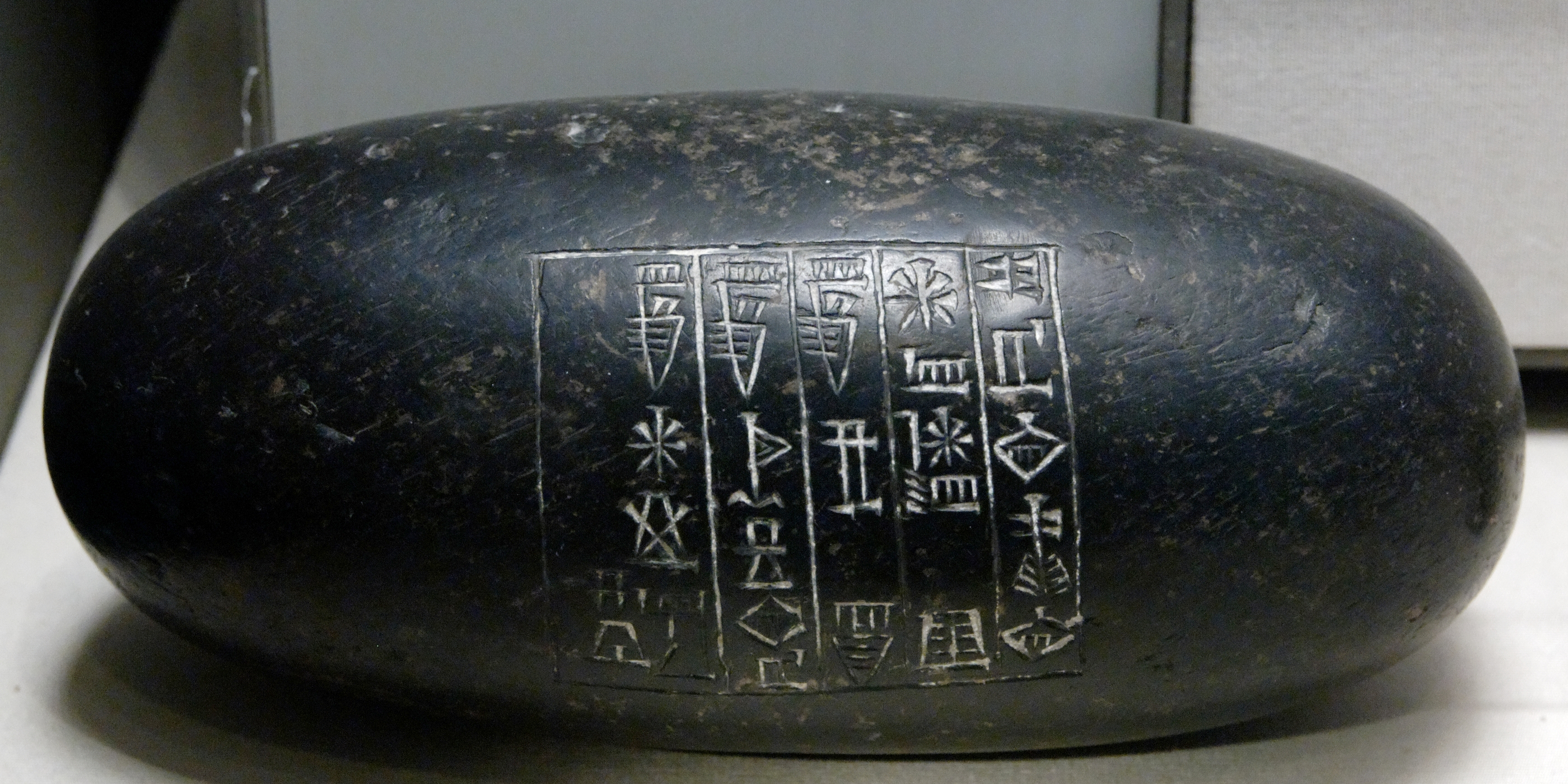
Sumeryjski odważnik z diorytu o ciężarze 5 min (ok. 2030 p.n.e.)

| K r u s z e c | mina królewska                           | mina pospolita                |
| ------------- | ---------------------------------------- | ----------------------------- |
| z ł o t o     | ciężka 841-886,84 g                      | ciężka 818,62 g               |
|               | lekka 420-443,42 g                       | lekka 409,31 g                |
| s r e b r o   | ciężka 1122-1146 g (lub 747,88-788,30 g) | ciężka 1091 g (lub 727,67 g)  |
|               | lekka 561-573 g (lub 373,94-394,15 g)    | lekka 545,75 g (lub 363,83 g) |

## W starożytnej Grecji
Adaptując ten system Grecy również podzielili minę na 50 staterów i 100 drachm. Jednakże w państwach greckich jej waga początkowo też była niejednakowa. Na obszarze małoazjatyckim, gdzie obcy system miar zaadaptowano najwcześniej, ciężka mina milezyjska miała wagę 873 g, lekka – 436,6 g, a fokejska – 635 g. W Grecji właściwej przyjęto lekką minę milezyjską, zwaną tam eubejską, bo najwcześniej stosowaną na Eubei. Przejęły ją następnie Korynt i Ateny, gdzie utrwaliła się i upowszechniła w świecie greckim jako element attyckiego systemu wagowo-monetarnego. W Grecji V-IV wieku p.n.e. mina będąca podziałką talentu attyckiego (ok. 26,2 kg) miała ok. 436 g, a talentu egineckiego (37,1 kg) – 624 g. Natomiast w greckich koloniach na Sycylii i w południowej Italii talent odmiennie był podzielony na 120 litra, dzielących się na 12 uncji, co było zapożyczeniem z miejscowego systemu italskiego.

## W kontekście biblijnym
Jako jednostka wagowa mina wspomniana jest w starotestamentowej Księdze Ezdrasza, gdzie wśród ofiar złożonych na odbudowę Świątyni wymieniono „pięć tysięcy min srebra” (Ezd 2,68-69). W Księdze Ezechiela (VI w. p.n.e.) wartość miny (hebr. mane) wymienionej w szczegółowych pouczeniach religijno-prawnych, ma odpowiadać 20, 25 i 15 syklom (Ez 45,12), co może sugerować jej zróżnicowanie.
Mina przypuszczalnie wspomniana jest też w znanej frazie „Mane, tekel, fares” pochodzącej z opisu uczty Baltazara (Dn 5,1-30) w starotestamentowej Księdze Daniela (VI-II w. p.n.e.) Sens aramejskich słów „mene, mene, tekel, ufarsin” (Dn 5,25) może być objaśniony jako (prawdopodobnie) przysłowiowe zdanie: „Policzone: mina, sykl i dwie połowy miny”.  
Miny jako miernik wartości wymieniał również Jezus w jednej z przypowieści zapisanych w Nowym Testamencie:

Mówił więc: «Pewien człowiek szlachetnego rodu udał się w kraj daleki, aby uzyskać dla siebie godność królewską i wrócić. Przywołał więc dziesięciu sług swoich, dał im dziesięć min i rzekł do nich: „Zarabiajcie nimi, aż wrócę”.»

Zapis ten świadczyłby, że i w czasach rzymskich we wschodnich prowincjach cesarstwa mina była nadal stosowana w powszednim użytku jako jednostka wagowa zamiast jednostek miar używanych tradycyjnie przez Rzymian.

## Galeria

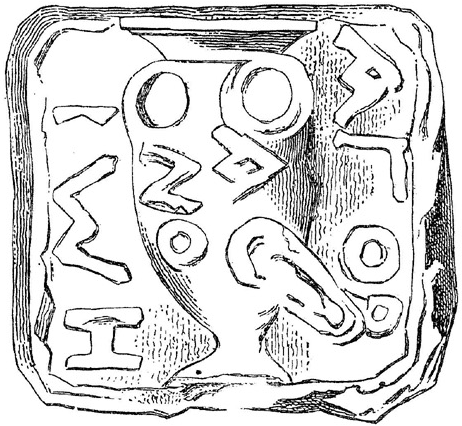
Mina z Aten
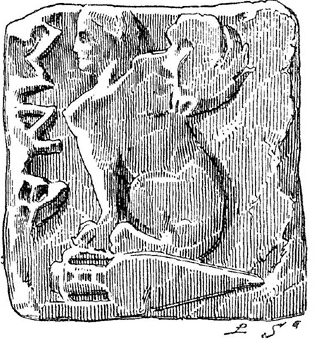
Mina z Chios
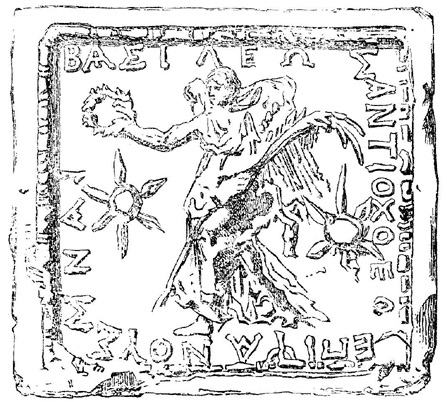
Mina króla Antiocha IV
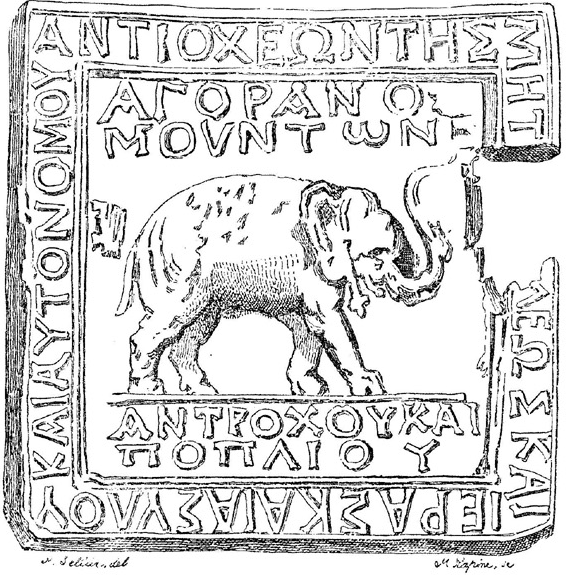
Mina z Antiochii Syryjskiej